# Kapargah (ort, lat 33,91, long 48,66)
Kapargah (persiska: كپرگه, كپرگاه) är en ort i Iran.   Den ligger i provinsen Lorestan, i den nordvästra delen av landet, 300 km sydväst om huvudstaden Teheran. Kapargah ligger 1 682 meter över havet och antalet invånare är 252.
Terrängen runt Kapargah är varierad. Runt Kapargah är det tätbefolkat, med 257 invånare per kvadratkilometer. Närmaste större samhälle är Borujerd, 8,2 km öster om Kapargah. Trakten runt Kapargah består till största delen av jordbruksmark.